# Stiller Stein

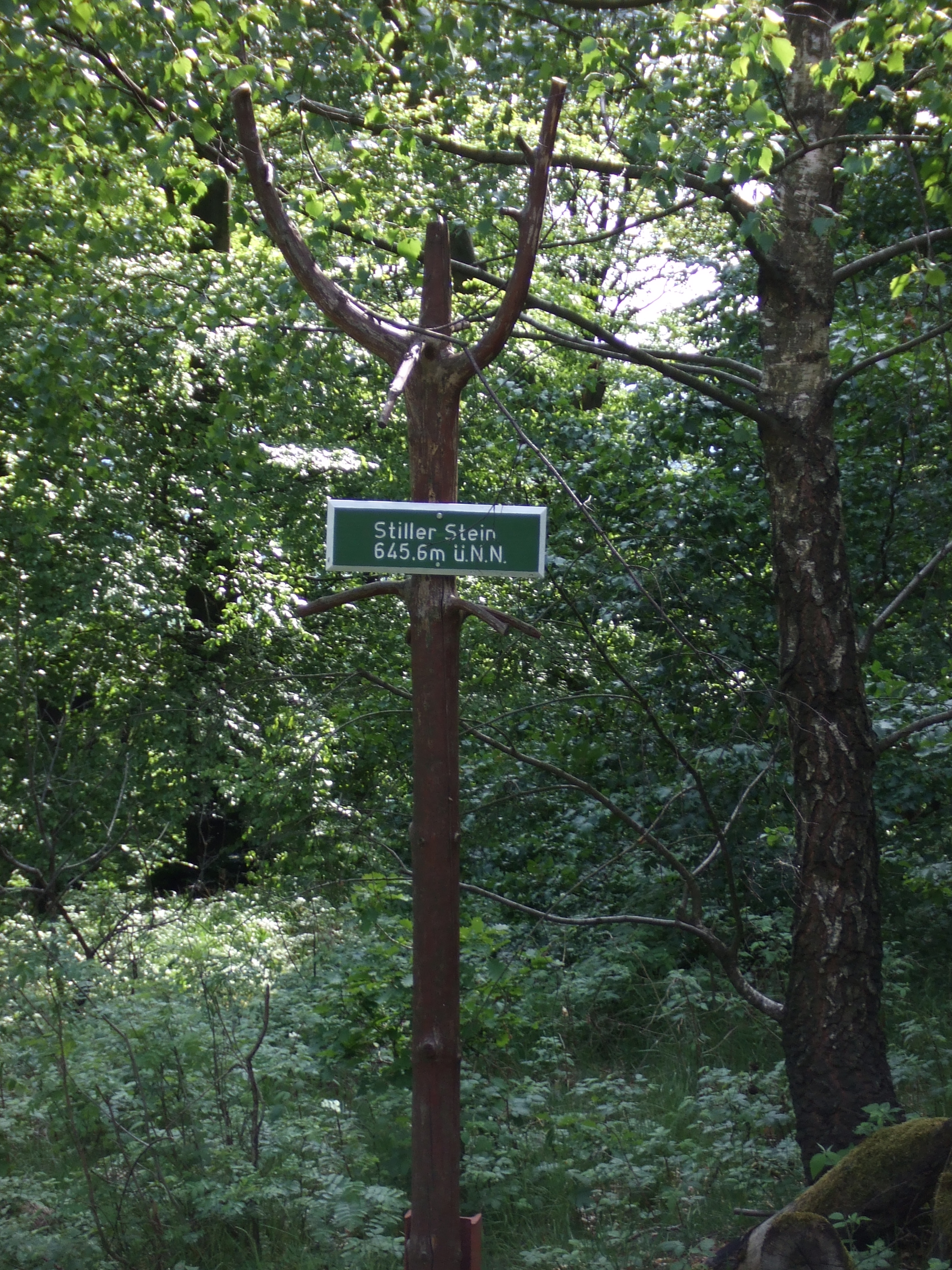
Höhenschild auf dem Stiller Stein

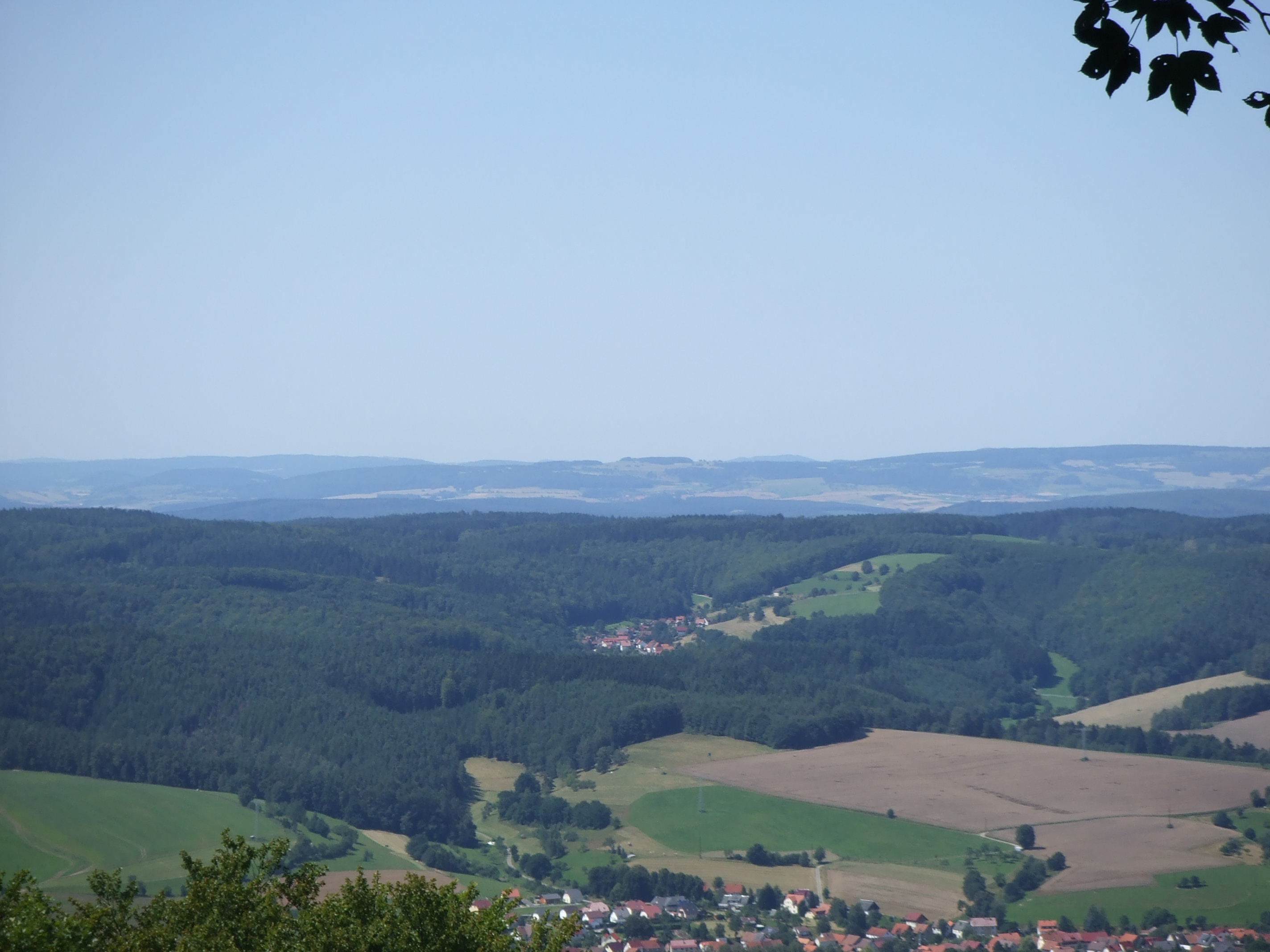
Bild von der Bank an der Steinplatte (vorne Mittelstille und im Hintergrund Grumbach)

Der Stiller Stein ist ein 645,6 Meter über Normalnull hoher Berg. Der Berg ist vulkanischen Ursprungs und besteht aus Ton-Porphyr.
Vom Stiller Stein aus hat man gute Aussicht auf Mittelstille und in weiterer Entfernung auch auf Grumbach.